# Lia Schwartz
Lía Schwartz, de casada Lía Schwartz Lerner (Corrientes, Argentina; 14 de junio de 1941-Nueva York, 31 de mayo de 2020) fue una filóloga, profesora e hispanista argentina, casada con el también hispanista Isaías Lerner (1932- 2013).

## Biografía
Estudió Filología Hispánica en la Universidad de Buenos Aires, donde se licenció en 1965, y literatura clásica en la Universidad de Maguncia (1966) con una beca de la Deutscher Akademischer Austauschdienst, y se doctoró en la Universidad de Illinois (1971). Políglota (hablaba inglés, francés, alemán e italiano y leía latín, griego, hebreo y portugués) enseñó literatura española del Renacimiento y del Barroco y Literatura Comparada en la Universidad de Fordham (1971-1989), y desde 1990 al 2000 en el Dartmouth College, donde ocupó desde 1995 una cátedra y presidió el Departamento de Español y Portugués (1997-2000); fue profesora Visitante Asociada en la Universidad de Princeton (1983-1985), y la invitaron a enseñar en seminarios de postgrado en el Centro de Graduados de la CUNY o Universidad de la Ciudad de Nueva York, en la Universidad de Pensilvania y, en España, en las universidades de La Coruña, Autónoma de Madrid, Zaragoza y Menéndez Pelayo de Santander, así como en la Universidad de Buenos Aires, Argentina. Ha dado conferencias en muchas universidades estadounidenses (Harvard, Yale, Brown, Princeton, Colegio Smith, Maryland, estado de Ohio, Chicago, en las universidades de La Coruña, Santiago de Compostela, Vigo, Barcelona, Córdoba, Sevilla, Alcalá de Henares, Murcia, Madrid y La Laguna (España), en la Université de la Sorbonne y de Toulouse (Francia), en las Universidades de Bielefeld y Munster (Alemania), Amberes (Bélgica), Birmingham (Reino Unido); Parma, Venecia y Nápoles. Se incorporó en el 2000 al Centro de Graduados de la City University de Nueva York como profesor distinguido de Literatura Española y Comparada y dirigió su Programa de literaturas hispánicas y luso-brasileñas.
Sus estudios se han centrado en la poesía española del Renacimiento y el Barroco y su relación con los clásicos grecolatinos, especialmente en el terreno de la sátira. Se ha centrado en especial en la obra de Francisco de Quevedo y ha publicado Metáfora y sátira en la obra de Quevedo, Madrid: Taurus, 1984; Quevedo: Discurso y Representación, Pamplona 1987; dos antologías comentadas de la poesía quevediana: coautora, con Ignacio Arellano, de Quevedo, Poesía selecta, Barcelona: PPU, 1989 y Heráclito cristiano, Canta sola a Lisi y Otros poemas, Barcelona: Crítica, 1998. Coeditó junto a Antonio Carreira una colección de ensayos sobre Quevedo: Quevedo una luz nueva: escritura y Política, Málaga, 1997. Hizo la edición crítica y anotada de la sátira de Quevedo La Fortuna con seso y la hora de todos y elaboró la de Obras completas en prosa, presentada en Madrid por la Editorial Castalia en 2003. De 2005 es su libro De Fray Luis a Quevedo. Lecturas de los clásicos.
Ha publicado en  Hispanic Review, Filología Románica, Calíope, Lexis, Filología, Boletín de Estudios Hispánicos, Criticón, Antike und Abendland, Edad de Oro, Boletín de la Real Academia Española, etc. y pertenece al consejo de redacción de las revistas Hispanic Review, Lexis, Studi Ispanici, Edad de Oro, Voz y letras, Problemata semiotica, Notas filológicas, Filología, Boletín de la Biblioteca Menéndez Pelayo y Moenia. Es miembro de MLA, Cervantes Society of America, Asociación Internacional Siglo de Oro (AISO), Asociación Internacional de Hispanistas (AIH), Asociación Internacional de Literatura Comparada etc. y fue miembro de la Comisión Disciplinaria de la prosa del siglo XVI y XVII y la poesía de la MLA (1989-1994) y del Comité Disciplinario de los sistemas europeos de Relaciones literarias de la MLA (2001-2006). Fue elegida miembro de la Junta Directiva de la AIH en 1989 y al Consejo de los AISO tres veces, en 1990, de nuevo en 1999, y como vicepresidenta desde 2005 hasta 2011. Ha sido Secretaria General de la AIH durante dos trienios (1992-1998) y fue elegida presidenta de la Asociación en Madrid en 1998. En 2000 fue condecorada por el Gobierno español con la Encomienda de la Orden Civil de Alfonso X el Sabio.
Falleció a los setenta y nueve años el 31 de mayo de 2020 en Nueva York.

## Obras
- Metáfora y sátira en la obra de Quevedo, Madrid: Taurus, 1984.[8]
- Quevedo: discurso y representación, Pamplona 1987
- Edición con Ignacio Arellano de Francisco de Quevedo, Poesía selecta, Barcelona: PPU, 1989
- Edición de Un Heráclito cristiano, Canta sola a Lisi y otros poemas, Barcelona: Crítica, 1998[9]
- Edición, junto con Antonio Carreira, de VV. AA., Quevedo a nueva luz: escritura y política, Málaga, 1997.
- Ed. crítica de Quevedo, La Fortuna con seso y la Hora de todos, 2003, en Quevedo, Obras completas en prosa, Madrid, Editorial Castalia.
- De Fray Luis a Quevedo. Lecturas de los clásicos antiguos, Málaga: Universidad de Málaga, 2005.
- Edición de Bartolomé Leonardo de Argensola, Sátiras menipeas (Carta sobre el estilo de la sátira. Dédalo. Demócrito. Menipo litigante). Ed. crítica y anotada en colaboración con Isabel Pérez Cuenca. Zaragoza: Larumbe. Textos aragoneses, 2011